# Chiesa di San Leonino
La chiesa di San Leonino conosciuta popolarmente anche come chiesa di San Violin era un edificio religioso di origine altomedievale che si affacciava sul Prà della Valle a Padova. Vi si venerava il corpo di san Leonino, undicesimo vescovo di Padova.

## Storia
La chiesa sorse in età carolingia accanto ad uno "spedale" per la cura degli infermi che nel XVI secolo la Repubblica di Venezia convertì in "Scuola della Comari" o "delle Mammane" dove si insegnava l'esercizio dell'ostetricia. L'edificio fu più volte restaurato su interesse dei vicini monaci dell'abbazia di Santa Giustina: imponenti furono quelli che seguirono i crolli del 5 dicembre 1454. La chiesa fu chiusa al culto nel 1808 in seguito alle legislazioni ecclesiastiche napoleoniche. Il corpo di san Leonino fu portato nella cappella di San Lorenzo Giustiniani nella cattedrale. La chiesa venne trasformata in abitazioni dopo il 1821 e demolita poi definitivamente negli anni '60 del Novecento e sostituita da moderni appartamenti elevati in cemento armato. Sopravvive il vicino "spedale" medievale, ora occupato dalla celebre pizzeria "Zairo".
Secondo alcuni nella chiesa si trovavano le spoglie del beato Marco Boato (secondo il Portenari si trovavano nella chiesa dei Paolotti) venerato religioso dei gesuati.

## Descrizione
La costruzione si affacciava sul "Prà della Valle" con facciata - decorata da un piccolo rosone, archetti ciechi e lesene - rivolta a ponente. A destra sorgeva la struttura dell'ospitale, dove è ancora visibile la raffinata decorazione ad archetti ciechi del XIV-XV secolo. Dietro sorgeva un campaniletto di età romanica con copertura piramidale.
L'aula era di piccole dimensioni, priva di opere significative. Spiccava solo l'arca "di macigno rozzamente fabbricata" che ospitava il corpo del santo vescovo di Padova.